# 小小传奇
《小小传奇》（英語：Gonna Make It!）是一部由新加坡新傳媒電視製播的華語電視劇集。